# Communauté de communes du Pays d’Éguzon-Val de Creuse
Die  Communauté de communes du Pays d’Éguzon-Val de Creuse  ist ein ehemaliger französischer Gemeindeverband mit der Rechtsform einer Communauté de communes im Département Indre in der Region Centre-Val de Loire. Er wurde am 30. Dezember 2005 gegründet und umfasste acht Gemeinden. Der Verwaltungssitz befand sich im Ort Éguzon-Chantôme.

## Historische Entwicklung
Mit Wirkung vom 1. Januar 2017 fusionierte der Gemeindeverband mit der Communauté de communes du Pays d’Argenton-sur-Creuse und bildete so die Nachfolgeorganisation Communauté de communes Éguzon-Argenton-Vallée de la Creuse.

## Ehemalige Mitgliedsgemeinden
1. Badecon-le-Pin
2. Baraize
3. Bazaiges
4. Ceaulmont
5. Cuzion
6. Éguzon-Chantôme
7. Gargilesse-Dampierre
8. Pommiers